# Porphyrodesme papuana
Porphyrodesme papuana är en orkidéart som beskrevs av Rudolf Schlechter. Porphyrodesme papuana ingår i släktet Porphyrodesme och familjen orkidéer. Inga underarter finns listade i Catalogue of Life.